# Epacretron pulchrum
Epacretron pulchrum är en tvåvingeart som först beskrevs av Duckhouse 1966.  Epacretron pulchrum ingår i släktet Epacretron och familjen fjärilsmyggor. Inga underarter finns listade i Catalogue of Life.